# Андорра на летних Олимпийских играх 2008
Андорра на летних Олимпийских играх 2008 была представлена Олимпийским комитетом Андорры (ОКА).

## Состав сборной

### Гребля на байдарках и каноэ

#### Гребной слалом
| Спортсмен                    | Соревнование | Предварительный этап | Предварительный этап | Предварительный этап | Предварительный этап | Предварительный этап | Предварительный этап | Полуфиналы           | Полуфиналы           | Финал                | Финал                | Всего                | Место |
| Спортсмен                    | Соревнование | Заплыв 1             | Место                | Заплыв 2             | Место                | Всего                | Место                | Время                | Место                | Время                | Место                | Всего                | Место |
| ---------------------------- | ------------ | -------------------- | -------------------- | -------------------- | -------------------- | -------------------- | -------------------- | -------------------- | -------------------- | -------------------- | -------------------- | -------------------- | ----- |
| Монтсеррат Гарсия Риберайгуа | K-1          | 166.67               | 21                   | 102.26               | 11                   | 268.93               | 20                   | Закончил выступление | Закончил выступление | Закончил выступление | Закончил выступление | Закончил выступление | 20    |

### Дзюдо
| Спортсмен               | Категория | Предварительный раунд | 1/32                                 | 1/16                 | Четвертьфиналы       | Полуфиналы           | Финал                | Первый доп. раунд                 | Утешительный четвертьфинал | Утешительный полуфинал | За 3 место Финал     |
| Спортсмен               | Категория | Соперник Результат    | Соперник Результат                   | Соперник Результат   | Соперник Результат   | Соперник Результат   | Соперник Результат   | Соперник Результат                | Соперник Результат         | Соперник Результат     | Соперник Результат   |
| ----------------------- | --------- | --------------------- | ------------------------------------ | -------------------- | -------------------- | -------------------- | -------------------- | --------------------------------- | -------------------------- | ---------------------- | -------------------- |
| Даниель Гарсиа Гонсалес | До 66 кг  |                       | Йорданис Аренсибиа (CUB) L 0000/1010 | Закончил выступление | Закончил выступление | Закончил выступление | Закончил выступление | Ахен Эль Хади (EGY) L 00011/10011 | Закончил выступление       | Закончил выступление   | Закончил выступление |

### Лёгкая атлетика
| Спортсмен        | Соревнование         | Предварительный раунд | Предварительный раунд | Четвертьфиналы       | Четвертьфиналы       | Полуфиналы           | Полуфиналы           | Финал                | Финал                |
| Спортсмен        | Соревнование         | Результат             | Место                 | Результат            | Место                | Результат            | Место                | Результат            | Место                |
| ---------------- | -------------------- | --------------------- | --------------------- | -------------------- | -------------------- | -------------------- | -------------------- | -------------------- | -------------------- |
| Антоний Бернардо | Марафон (мужчины)    |                       |                       |                      |                      |                      |                      | 2:26:29              | 58                   |
| Монсеррат Пужоль | 100 метров (женщины) | 12.73                 | 67                    | Закончил выступление | Закончил выступление | Закончил выступление | Закончил выступление | Закончил выступление | Закончил выступление |

### Плавание
| Спортсмен               | Соревнование                | Предварительные заплывы | Предварительные заплывы | Полуфиналы           | Полуфиналы           | Финал                | Финал                |
| Спортсмен               | Соревнование                | Результат               | Место                   | Результат            | Место                | Результат            | Место                |
| ----------------------- | --------------------------- | ----------------------- | ----------------------- | -------------------- | -------------------- | -------------------- | -------------------- |
| Осине Асиане Константин | 400 м комплексным плаванием | 4:32.00                 | 29                      | Закончил выступление | Закончил выступление | Закончил выступление | Закончил выступление |